# Hans Wiltberger
Johann Baptist Adolf Wiltberger (* 7. April 1887 in Colmar; † 28. Juni 1970 in Gladbeck) war ein deutscher Komponist und Musiklehrer.

## Herkunft und Ausbildung
Wiltberger wurde als fünftes von sechs Kindern des Musikdirektors und Komponisten Heinrich Wiltberger geboren, von dem er auch die erste musikalische Ausbildung erhielt. Seine Brüder Heinrich und Carl schlugen die Juristenlaufbahn ein. Zwar sind für Hans Wildberger frühe Kompositionsversuche bereits im Knabenalter belegt, dennoch entschied er sich als 15-Jähriger dafür, zunächst dem Lehrerberuf seines Vaters zu folgen und schloss 1910 seine Ausbildung mit der zweiten Volksschullehrerprüfung ab.
Schon während des Referendariates hatte Wiltberger nebenbei musikalische Studien am Konservatorium in Straßburg betrieben. Er erhielt seit 1908 Orgelunterricht bei Ernst Münch und Klavier- und Theorieunterricht bei Marie-Joseph Erb. 1910 begann er mit dem Studium der Komposition bei Hans Pfitzner, den er bereits in den beiden Jahren zuvor kennen gelernt hatte. Seine Begeisterung für Pfitzner gab Wiltberger später in dem Aufsatz Zu Füßen des Meisters wider. Im Oktober 1913 wechselte Wiltberger an die Akademie der Künste in Berlin, wo er bei Robert Kahn studierte und am 11. Juli 1914 vorzeitig und mit höchstem Lob die Abschlussprüfung absolvierte. Kompositionen aus der Berliner Zeit sind die ersten Veröffentlichungen Wiltbergers, die allerdings erst 1919 im Verlag Anton Stahl publiziert wurden.

## Wirken
Während des Ersten Weltkrieges wurde Hans Wiltberger ab 1914 zunächst als Lehrer an der Knabenschule im elsässischen Gebweiler eingesetzt. Dort entstand als Widmung an die Gefallenen des Krieges sein Requiem für Chor und großes Orchester nach Texten von Friedrich Hebbel, in der oratorischen Anlage eher untypisch für diese frühe Schaffensphase. In den Jahren 1917 und 1918 hatte Wiltberger selbst Kriegsdienst an der Ostfront zu leisten.
Nach der Rückkehr hielt sich Wiltberger zunächst für einige Zeit in Stuttgart auf, bevor er eine Anstellung an der Westfälischen Schule für Musik in Münster bekam. Am 5. Januar 1921 heiratete er die Lehrerstochter Maria Ludmilla Pauß aus Neviges, mit der er zwei Söhne hatte. In Münster trat Wiltberger verstärkt mit seinen Kompositionen an die Öffentlichkeit, von denen insbesondere die beiden Streichquartette von namhaften Ensembles wie dem Stuttgarter Wendling-Quartett oder dem Duisburger Grevesmühl-Quartett unter anderem in Berlin, Münster, Stuttgart und Köln aufgeführt wurden. Auch seine zahlreichen Klavierlieder, gewidmet der Sängerin Eva von Skopnik und von ihr interpretiert, wurden einem breiten Publikum bekannt.
Zum 1. Mai 1922 wechselte Hans Wiltberger an das städtische Mädchenlyzeum in Gladbeck. Hier wirkte er 31 Jahre lang bis zu seinem Ausscheiden aus dem Schuldienst im Jahr 1953. Nach einer Schaffenspause von sechs Jahren, die wohl durch die neuen Lebensumstände bedingt waren, begann Wiltberger wieder eigene Werke zu schreiben. Zudem nahm er von 1929 bis 1930 Kompositionsunterricht bei Ludwig Weber in Essen. Zum 1. Mai 1937 trat er der NSDAP bei. In den folgenden Jahren entstanden neben zahlreichen Gesangskompositionen im Jahr 1940 ein Cello-Concertino als Auftragsarbeit des Gladbecker Oberbürgermeister Bernhard Hackenberg sowie 1943 im Auftrag der Stadt Gladbeck eine Liedkomposition auf Texte von Gotthard de Beauclair zur Einweihung einer Plastik des Bildhauers Paul Bronisch im Innenhof des Gladbecker Ehrenmals. Während des Zweiten Weltkrieges musste Wiltberger im Rahmen der Kinderlandverschickung mehrfach mit zwei Kolleginnen und rund 60 Schülerinnen auf „Wanderfahrten“ gehen. Doch auch in dieser Phase fand er Kraft und Zeit zum Komponieren und Musizieren, und es entstanden eine Reihe von Kammermusikwerken.
Nach Kriegsende nahm Wiltberger seine Lehrtätigkeit am Mädchenlyzeum wieder auf und arbeitete zudem als Berater des Kulturbundes und als Konzertkritiker. Außerdem oblag ihm die Organisation von Konzerten in Gladbeck. Häufig komponierte er in diesen Jahren für Männerchöre aus dem Ruhrgebiet, die zudem oft Werkschöre waren, weswegen er ab 1950 alte und neue Bergmannslieder neu vertonte. Auch als Komponist von Kirchenmusik war Wiltberger in diesen Jahren gefragt. Aus seinen schulmusikalischen Kompositionen wurden vor allem die Heinzelmännchen sowie Swinegel und Hase überregional bekannt. Letzteres verstand er als “lustiges Spiel für Kinderchor, zwei Blockflöten und zwei Violinen und Cello”. Es wurde 1959 in der Inszenierung einer Düsseldorfer Musikschule vom Deutschen Fernsehen ausgestrahlt. Nach seiner Pensionierung hielt er regelmäßig Vortragsreihen für die Gladbecker Volkshochschule.
In den letzten Lebensjahren bemühte sich Hans Wiltberger vor allem um die Ordnung seines Œuvres, das er im März 1968 letztmals einer kritischen Revision unterzog. Sein letztes Werk aus demselben Jahr trägt die Opuszahl 111. Danach legte er wegen einer dauerhaften Erkrankung seine Kompositionsarbeit endgültig nieder.

## Auszeichnungen
- Ehrenplakette der Stadt Gladbeck (1952)
- Bundesverdienstkreuz am Bande (2. Dezember 1957)